# Ursinia frutescens
Ursinia frutescens là một loài thực vật có hoa trong họ Cúc. Loài này được Dinter miêu tả khoa học đầu tiên năm 1932.